# Ямпольский уезд
Я́мпольский уе́зд — административная единица в составе Подольской губернии, существовавшая c 1795 года по 1923 год. Центр — город Ямполь.

## История
Уезд образован в 1795 году в составе Брацлавского наместничества. В 1797 году уезд вошёл в состав Подольской губернии. В 1923 году уезд был расформирован, на его территории образован Ямпольский район Могилёв-Подольского округа.

## Население
По переписи 1897 года население уезда составляло 266 300 человек, в том числе в городе Ямполь — 6605 жит.

### Национальный состав
Национальный состав по переписи 1897 года:
- украинцы (малороссы) — 228 102 чел. (85,7 %),
- евреи — 27 744 чел. (10,4 %),
- русские — 4966 чел. (1,9 %),
- поляки — 4716 чел. (1,8 %),

## Административное деление
В 1913 году в состав уезда входило 14 волостей: 
| - Бабчинецкая — с. Бабчинцы, - Велико-Косницкая — с. Великая Косница, - Дзыговская — м. Дзыговка, - Клембовская — с. Клембовка, - Комар-Городская — м. Комар-Город, - Краснянская — м. Красное, - Мурафская — м. Мурафа, | - Пеньковская — с. Пеньковка, - Рожнятовская — с. Рожнятовка, - Тимановская — с. Липовка-Тимановская, - Томашпольская — м. Томашполь, - Черновецкая — м. Черновцы, - Ямпольская — г. Ямполь, - Яругская — м. Яруга. |